# 사랑한다, 사랑하지 않는다
"사랑한다, 사랑하지 않는다"(영어: Come Rain, Come Shine)는 2011년 3월 3일에 개봉한 대한민국 영화이다. 이 영화는 어느날 갑자기 5년의 결혼생활을 끝내려는 여자가 이별을 통보하면서 그 사실을 담담히 받아들이는 남자의 미묘한 심리를 그렸다. 
주연배우 현빈과 임수정의 반짝반짝 빛나는 스타성에 혹해 이 영화를 보려는 관객은 잠시 멈추고 다시 한번 생각하고 접해야 하는 영화다. 아주 호흡이 느린 영화이기 때문에 섬세한 감정선을 잘 이해하고 따라가야 하는 영화다.

## 줄거리
영신의 해외출장 때문에 지석이 공항으로 데려다주는 차안에서 여느 때처럼 두 사람은 일상적인 대화를 이어간다. 그러다 갑자기 음료수 칸을 내밀듯이 불쑥 영신은 집을 나가겠다고 한다. 헤어지기로 마음을 먹었다는 말에 지석은 왜냐고 묻지도 않고 그저 그녀의 말을 듣기만 한다. 하염없이 비가 쏟아지는 날, 이별을 앞둔 두 사람은 짐을 정리하는 동안 마치 내일도 오늘 같은 시간이 또 이어질 것처럼 행동을 한다. 여전히 지석은 그녀에게 커피를 끓여주고 영신은 감정을 잘 들어내지 않는 지석이 답답하기만 하다. 쏟아지는 빗속에서 길 잃은 새끼고양이 한 마리가 찾아든다.

## 출연진

### 주연
- 임수정 - 영신 역
- 현빈 - 지석 역

### 우정출연
- 김지수 - 이웃집 그녀 역
- 김중기 - 이웃집 그 역
- 김혜옥 - 그녀의 어머니 역 (전화 목소리 출연)
- 하정우 - 그녀의 또 다른 그 역 (전화 목소리 출연)

### 그 외 인물
- 유진영 - 아나운서 역

## 영화 정보
- 2011년 1월 20일 서울 동대문 메가박스에서 제작보고회와 기자간담회가 열렸으며, 주연 배우 현빈·임수정과 이윤기 감독, 그리고 배우 조재현(경기영상위원장), 배우 이한위(사회자) 등이 참석하였다.[3][4][5]
- 2011년 2월 14일 왕십리 CGV에서 언론시사회와 기자간담회를 가졌으며, 주연 배우 현빈·임수정과 이윤기 감독이 참석하였다.[6][7][8]
- 2011년 2월 제61회 베를린국제영화제 경쟁부문에 초청 상영되었으며, 이윤기 감독과 배우 현빈·임수정이 레드카펫을 밝았다.[9]
- 2011년 2월 17일(현지시간) 베를린 그랜드하얏트 호텔에서 이윤기 감독과 주연배우 현빈·임수정이 참석한 공식 기자회견이 열렸다.[10][11]
- 주연 배우인 현빈·임수정을 비롯하여 영화에 참여한 모든 스태프와 배우들이 노개런티로 참여했다.[4]
- 배우 하정우는 이 영화에서 본명 김성훈으로 목소리 출연하였으며,[12] 그가 그린 작품 두 점이 영화 속 공간을 채우고 있다.[13]
- 경기공연영상위원회가 한국영화 투자사업의 일환으로 조성한 경기영상펀드를 통해 투자된 '지 시네마(G Cinema)' 1호 작품이다.[4]
- 이 영화의 원작은 일본 작가 이노우에 아레노의 단편소설 "돌아올 수 없는 고양이"로, 에쿠니 가오리 등 일곱 여성 작가의 사랑에 대한 연작집 "일곱 빛깔 사랑"에 수록되어 있다.

## 삽입곡
- '비' - "내가 그린 기린 그림은 - 航海", 이병우
- '사랑을 하다' - "입술이 달빛", 소규모 아카시아 밴드
- '나비' - "소규모 아카시아 밴드", 소규모 아카시아 밴드